# Фредеріку Карлус Гьоне
Фредеріку Карлус Гьоне (порт. Frederico Carlos Hoehne, 1882–1959) — бразильський ботанік німецького походження.

## Біографія
Фредеріку Карлус Гьоне народився 1 лютого 1882 року у Жуїз-ді-Фора в родині іммігрантів з Німеччини. Батько Гьоне був господарем багатої колекції орхідей, що багато в чому посприяло виникненню у Фредеріку інтересу до ботаніки. Навчався Фредеріку Карлус у Жуїз-ді-Фора, потім самостійно вивчав ботаніку. У 1907 році був призначений головним садівником в Національному музеї Ріо-де-Жанейро.
У 1907 році Гьоне одружився з Карлою Аугусте Фріду Кульман. У них народилися четверо дітей.
Починаючи з 1908 року Гьоне регулярно відправлявся у експедиції для вивчення бразильської флори. З 1917 року він жив і працював у Сан-Паулу. З 1923 року він був працівником ботанічного відділення Музею Сан-Паулу, з 1928 року — агробіологічного інституту, майбутнього Ботанічного інституту Сан-Паулу. З 1942 по 1952 Гьоне працював директором цього інституту.
У 1929 році Геттінгенський університет присвоїв Хене почесну ступінь доктора наук за його заслуги перед ботанічною наукою.
16 березня 1959 року Фредеріку Карлус Гьоне помер у Сан-Паулу.

## Окремі наукові праці
- Hoehne, F.C. Monographia das Asclepiadaceas brasileiras. — Rio de Janeiro, 1916. — P. 131 + 29 + 13. — 2 fasc.
- Hoehne, F.C. Album da secção de botanica do Museu Paulista. — São Paulo, 1925. — 204 p.
- Hoehne, F.C. Monographia illustrada das Aristolochiaceas brasileiras. — Manguinhos, 1927. — 111 p.
- Hoehne, F.C. As plantas ornamentaes da flora brasilica. — São Paulo, 1930—1936. — 408 p. — 2 pts.
- Hoehne, F.C. Plantas e substâncias vegetais tóxicas e medicinais. — S. Paulo, Rio de Janeiro, 1939. — 355 p.
- Hoehne, F.C. Flora brasilica. — 1940—1968. — 12 fasc.

## Названі на честь Ф.К.Гьоне
- Ботанічний журнал Hoehnea (Сан-Паулу, з 1971)[3]
- Hoehnea Epling, 1939, nom. nov.
- Hoehneella Ruschi, 1945
- Hoehnephytum Cabrera, 1950